# مقاطعة ماريون (تكساس)
مقاطعة ماريون (بالإنجليزية: Marion  County)‏ هي إحدى المقاطعات في ولاية تكساس، الولايات المتحدة الأمريكية.